# اولیمپیان ویلج (میزوری)
اولیمپیان ویلج (به انگلیسی: Olympian Village) یک شهر در ایالات متحده آمریکا است که در شهرستان جفرسون، میزوری واقع شده‌است. اولیمپیان ویلج ۱٫۴۸ کیلومتر مربع مساحت و ۷۷۴ نفر جمعیت دارد و ۱۸۳ متر بالاتر از سطح دریا واقع شده‌است.